# 一乗寺城
一乗寺城（いちじょうじじょう）は、富山県小矢部市八講田にあった日本の城（山城）。小矢部市指定史跡。とやま城郭カードNo.45。

## 特徴
越中国と加賀国との国境にある標高276メートルの升形山（枡山）の山頂に在った陣城。城域を加賀国河北郡から越中国礪波郡五郎丸へと抜ける「田近越」（北国街道の脇街道。また小矢部市末友にあった一向一揆勢の拠点、安養寺御坊に通ずるため「安養寺越え」とも呼ばれた）が貫通する構造となっており、街道の押さえとして使われていたようである。ちなみにこの「田近越」を加賀方面へ進むと、加賀国朝日山城がある。また至近には同様に国境越えの「小原越」を押さえる加賀国松根城が在り、主にその支城としての役割を担うことが多かった。規模は東西25間（約45メートル）、南北38間（約69メートル）と伝えられ、天正期の改修後には連続した枡形虎口を備えた織豊系城郭となっている。現在は本丸、土塁、堀切が残っている。

## 歴史
名前の由来は不明。南北朝時代の正平年間（1346年-1370年）、南朝方の有力者だった越中国守護桃井直常が居城とした庄ノ城の支城として重臣丹羽吉左衛門により築かれ、直常の子である松根城主桃井直和の管理下に置かれた。
康安2年（1362年）1月23日、征夷大将軍足利義詮が能登国の地頭、御家人らに桃井直常追討を下知、能登国の守護であった北朝方の吉見氏（吉見氏頼）と交戦状態となり、結果桃井勢は越中を離れ、全国を転戦することとなる。
応安元年（1368年）8月には対桃井強硬派の斯波義将が越中国守護に任じられる。ほぼ同時に桃井親子も越中へ戻っており、早速桃井氏討伐に着手する。
応安2年（1369年）6月、桃井直和が加賀国守護富樫昌家の居城である富樫城を攻めるも吉見氏の援軍により撤退、一乗寺城に篭る。
同年9月17日、吉見頼顕の軍勢によって一乗寺城は落城、直和は越中国千代ヶ様城へ退却した。ちなみに直和はこの翌年、義将の軍勢と交戦し敗死している。
天正12年（1584年）、佐々成政が前田利家に対する備えとして家臣杉山小助を配置して越中国源氏ヶ峰城、加賀国松根城、加賀国荒山城（石川県金沢市荒山にあった山城で、石川県鹿島郡中能登町原山にあった荒山城とは別個）らと共に大改修を施す。
同年7月、成政は一乗寺城から「田近越」を通って加賀国朝日山城へと攻め込むも撃退され、9月の末森城合戦の後には逆に朝日山城に拠っていた利家の重臣、村井長頼に攻められ落城した。
長頼は後に、同じく攻略した加賀国松根城を本城とし一乗寺城を支城として管理したが、前田家が加賀国と越中国を治めてしまっているために軍事的価値が無く、さほど時を置かずして廃城となったと思われる。

## 現在
案内板が設置されるなどしている。1977年（昭和52年）9月12日に小矢部市の指定史跡となった。